# Cnemidocarpa eposi
Cnemidocarpa eposi är en sjöpungsart som beskrevs av Monniot 1994. Cnemidocarpa eposi ingår i släktet Cnemidocarpa och familjen Styelidae.
Artens utbredningsområde är Södra Ishavet. Inga underarter finns listade i Catalogue of Life.